# William FitzMaurice (2e comte de Kerry)
William FitzMaurice (1694 - 4 avril 1747) est un pair irlandais titré comte de Kerry et un officier de l'armée britannique. 

## Biographie
Il est le fils aîné de Thomas FitzMaurice (1er comte de Kerry) et Anne Petty. En 1738, il épouse Gertrude Lambart, fille de Richard Lambart, 4e comte de Cavan, et a un fils, Francis Thomas-Fitzmaurice (3e comte de Kerry) (1740-1818), et une fille Anna Maria, mariée à Maurice FitzGerald, 16e chevalier de Kerry. 
Il est gouverneur de Ross Castle, colonel des Coldstream Guards, conseiller privé en Irlande et Custos Rotulorum of Kerry (1746-1747). 
Le comte de Kerry est décédé en 1747 à Lixnaw. 